# Florínia
Florínia este un oraș în São Paulo (SP), Brazilia.